# Milano-Sanremo 1997
La Milano-Sanremo 1997, ottantottesima edizione della corsa e valida come evento d'apertura della Coppa del mondo di ciclismo su strada 1997, fu disputata il 22 marzo 1997, per un percorso totale di 294 km. Fu vinta dal tedesco Erik Zabel, al traguardo con il tempo di 6h57'47" alla media di 42.223 km/h.
Partenza a Milano con 196 corridori di cui 165 portarono a termine il percorso.

## Resoconto degli eventi
Si arrivò all'ultimo chilometro con un gruppo di 40 unità, Alberto Elli anticipò i velocisti e partì lungo ai 400 metri, l'unico in grado di rimontarlo ai 50 metri dal traguardo fu Zabel, alle loro ruote chiuse terzo Biagio Conte.

## Squadre e ciclisti partecipanti
| N.     | Cod. | Squadra                   |
| ------ | ---- | ------------------------- |
| 1-8    | BAT  | Batik-Del Monte           |
| 9-16   | AKI  | Aki-Safi                  |
| 17-24  | ASI  | Asics-CGA                 |
| 25-32  | BAN  | Banesto                   |
| 33-40  | BRE  | Brescialat-Oyster         |
| 41-48  | CSO  | Casino-C'est votre Equipe |
| 49-56  | REF  | Refin-Mobilvetta          |
| 57-63  | COF  | Cofidis                   |
| 65-72  | FES  | Festina-Lotus             |
| 73-80  | GAN  | GAN                       |
| 81-88  | KEL  | Kelme-Costa Blanca        |
| 89-96  | FDJ  | La Française des Jeux     |
| 97-104 | LOT  | Lotto-Mobistar-Isoglass   |

| N.      | Cod. | Squadra                 |
| ------- | ---- | ----------------------- |
| 105-112 | MAG  | MG Maglificio-Technogym |
| 113-120 | MAP  | Mapei-GB                |
| 121-128 | MER  | Mercatone Uno           |
| 129-136 | ONC  | ONCE                    |
| 137-144 | RAB  | Rabobank                |
| 145-152 | ROS  | Roslotto-ZG Mobili      |
| 153-160 | SAE  | Saeco                   |
| 161-168 | SCR  | Scrigno-Gaerne          |
| 169-176 | PLT  | Team Polti              |
| 177-184 | TEL  | Team Deutsche Telekom   |
| 185-192 | TVM  | TVM-Farm Frites         |
| 193-200 | USP  | US Postal Service       |

## Ordine d'arrivo (Top 10)
| Pos. | Corridore            | Squadra       | Tempo    |
| ---- | -------------------- | ------------- | -------- |
| 1    | Erik Zabel           | Deutsche Tel. | 6h57'47" |
| 2    | Alberto Elli         | Casino        | s.t.     |
| 3    | Biagio Conte         | Scrigno       | s.t.     |
| 4    | Francesco Casagrande | Saeco         | s.t.     |
| 5    | Michele Bartoli      | MG Maglificio | s.t.     |
| 6    | Mirko Celestino      | Team Polti    | s.t.     |
| 7    | Serhij Ušakov        | Team Polti    | s.t.     |
| 8    | Rolf Sørensen        | Rabobank      | s.t.     |
| 9    | Andrea Ferrigato     | Roslotto      | s.t.     |
| 10   | Andrea Noè           | Asics-C.G.A.  | s.t.     |